# Paul Smeets
Paul Hortense Alfred Smeets (Luik, 7 juni 1857 - Seraing, 11 december 1909) was een Belgisch volksvertegenwoordiger.

## Levensloop
Smeets was mijnwerker en werd politiek actief binnen de Belgische Werkliedenpartij.
In 1896 werd hij verkozen tot gemeenteraadslid in Seraing en in 1899 werd hij er schepen. In 1894 werd hij provincieraadslid, maar zetelde amper enkele weken, omdat hij nog datzelfde jaar geroepen werd socialistisch volksvertegenwoordiger voor het arrondissement Luik te worden, in opvolging van Léon Defuisseaux, die ook voor het arrondissement Bergen verkozen was en voor dit mandaat opteerde. Smeets vervulde het mandaat tot aan zijn dood.